# گروه بورس بازرگانی و کالای شیکاگو
گروه بورس بازرگانی و کالای شیکاگو (به انگلیسی: CME Group)، یک شرکت آمریکایی است که بزرگترین بورس قراردادهای آتی و اختیار معامله جهان به شما می رود. این شرکت بورس های قراردادهای آتی و اختیار معامله بزرگی را در شیکاگو و نیویورک مدیریت می کند و همچنین امکاناتی در لندن فراهم کرده است و از پلتفرم آنلاین بهره می برد. قراردادهای مشتقه قابل معامله در این بورس قراردادهای آتی و اختیار معامله ای هستند که دارایی پایه آنها شاخص های سهام، نرخ های بهره، نرخ ارز، انرژی، محصولات کشاورزی، فلزات کمیاب و گرانبها، آب و هوا، و املاک و مستغلات است.